# Den engelsk-spanske krig (1585-1604)
Den engelsk-spanske krig (1585–1604) var en periodevis krig mellem Habsburg-Spanien og Kongeriget England, som aldrig blev formelt erklæret. Den blev indledt med Englands militærekspedition i 1585 til det, der dengang var Spanske Nederlande anført af Robert Dudley, 1. jarl af Leicester, støttet af nederlandske oprørere mod det spanske Habsburg-styre.
Blandt de store træfninger i krigen var den engelske afværgen af angrebet fra den spanske armada i 1588, samt den spanske afværgen af den engelske armada året efter. Krigen indeholdt talrige engelske kaperangreb på spanske skibe og adskillige uafhængige slag mellem parterne. Krigen trak ud mod slutningen af 1500-tallet; England og Spanien intervenerede hver for sig i Frankrig i 1590'erne og i Irland fra 1601. Kampagnen i Nederlandene omfattede et nederlag til en spanske veteranstyrke til en engelsk-nederlandsk styrke i slaget ved Nieuwpoort i 1600, fulgt året efter af den bekostelige belejring af Oostende, som endte med, at spanierne indtog byen.
Krigen blev afsluttet i 1604 med Londontraktaten mellem de nye konger, Filip 3. af Spanien og Jakob 1. af England. I traktaten genoprettede parterne status quo ante bellum, enedes om at trække alle tropper ud af Nederlandene og desuden genoptage handlen. Englænderne ophørte deres kapervirksomhed, og spanierne anerkendte Jakob som konge.